# Gare de Liévin
Ne doit pas être confondu avec la gare de Liévin du chemin de fer de Lens à Frévent.
La gare de Liévin est une gare ferroviaire française de la ligne d'Arras à Dunkerque-Locale, située sur le territoire de la commune de Liévin, dans le département du Pas-de-Calais, en région Hauts-de-France.
C'est une halte de la Société nationale des chemins de fer français (SNCF), desservie par des trains TER Hauts-de-France.

## Situation ferroviaire
Établie à 52 mètres d'altitude, la gare de Liévin est située au point kilométrique (PK) 218,807 de la ligne d'Arras à Dunkerque-Locale, entre les gares de Loos-en-Gohelle et de Bully - Grenay.

## Histoire
En 1876 le Conseil général adopte un vœu pour demander à la Compagnie des chemins de fer du Nord la création d'une halte, afin de desservir les habitants de la commune, mais également « la population regroupée auprès du no 5 des mines de Béthune ». Cette demande est renouvelée en 1878 et en 1879, en précisant que la commune repousse les objections de la Compagnie en indiquant que la création d'une halte au lieu-dit « le chemin des Vaches » ne pose pas de difficultés et que l'arrêt ne provoque qu'une différence de cinq minutes au départ ou à l'arrivée à Lens. Au mois d'août 1880, le Conseil a communication d'un courrier du Ministre des Travaux publics précisant les raisons pour lesquelles l'établissement de cette halte ne peut se réaliser.
Il n'y a toujours pas d'abris sur les quais de la halte de Liévin en 1934, lors de la discussion il est indiqué : « que les voyageurs de Mazingarbe et de Liévin ne fussent pas d'éternels déshérités, et qu'à défaut de gare ils méritent bien d'avoir au moins un refuge pour les protéger des intempéries. ».

## Service des voyageurs

### Accueil
Halte SNCF, c'est un point d'arrêt non géré (PANG) à accès libre. Elle est équipée de deux abris de quai, de panneaux horaires papier et d'afficheurs légers avec annonces sonores.

### Desserte
Liévin est desservie par des trains TER Hauts-de-France qui effectuent des missions entre les gares : d'Arras et  de Béthune ; d'Arras et de Dunkerque.